# Chrysolina bienkowskii
Chrysolina bienkowskii es un coleóptero de la familia Chrysomelidae.
Fue descrita científicamente en 2000 por Lopatin.